# Liste öffentlicher Bücherschränke in Berlin
Dieser Artikel enthält öffentliche Bücherschränke, Bücherboxen, Bücherzellen in Berlin und erhebt keinen Anspruch auf Vollständigkeit. Ein öffentlicher Bücherschrank ist ein Schrank oder schrankähnlicher Aufbewahrungsort mit Büchern, der dazu dient, Bücher kostenlos, anonym und ohne jegliche Formalitäten zum Tausch oder zur Mitnahme anzubieten. In der Regel sind die öffentlichen Bücherschränke an allen Tagen im Jahr frei zugänglich. Ist dies nicht der Fall, ist dies in den Listen in der Spalte Anmerkungen vermerkt.

## Liste
Derzeit sind in Berlin 89 öffentliche Bücherschränke erfasst (Stand: 27. Juli 2025):

| Bild                            | Ausführung                                    | Ortsteil / Bezirk                                       | Seit               | Anmerkung | Lage |
| ------------------------------- | --------------------------------------------- | ------------------------------------------------------- | ------------------ | --- | --- |
|                                 | Bücherzelle, genannt lesbar                   | Berlin-Wilmersdorf Bezirk Charlottenburg-Wilmersdorf    | Mai 2025           | aufgestellt vom „Vonovia“ | ⊙ Steinrückweg 2 |
|                                 | Telefonzelle, genannt BücherZelle             | Berlin-Charlottenburg Bezirk Charlottenburg-Wilmersdorf | Dez. 2014          | aufgestellt vom „Kiezbündnis Klausenerplatz e. V.“ mit Unterstützung des Bezirksamtes | ⊙ Seelingstraße 22 im Klausenerplatz-Kiez |
|                                 | Telefonzelle, genannt MierendorffboXX         | Berlin-Charlottenburg Bezirk Charlottenburg-Wilmersdorf | Juli 2011          | Bookcrossingzone, BücherboXX II, Ausbildungsergebnis mit Auszubildenden der AEG-Signung und OSZ-Thiem sowie Sägewerk Berlin-Grunewald | ⊙ auf dem Mierendorffplatz |
|                                 | Telefonzelle, genannt Am Gleis 17             | Berlin-Grunewald Bezirk Charlottenburg-Wilmersdorf      | Nov. 2012          | Bookcrossingzone, ein Regal für Bücher zur Gedenkstätte „Gleis 17“ | ⊙ vor dem S-Bahnhof in der Straße „Am Bahnhof Grunewald“                                                                                             |
|                                 | Telefonzelle, genannt Bücherboxx              | Berlin-Halensee Bezirk Charlottenburg-Wilmersdorf       | 1. Sept. 2023      | Die deutsch-polnische Bücherbox entstand im Rahmen eines Projekts zur “Oder-Partnerschaft”. Berufsschulen aus Berlin, Stettin und Breslau waren beteiligt. Schließlich wurde auch eine Gestaltung gefunden und farblich umgesetzt, die sich auf das Thema Buch bezieht: Aphorismen überqueren in beiden Sprachen die Oder. Die Bücherbox ging dann sechs Jahre auf Wanderschaft und zeigte sich an zehn verschiedenen Orten wie Stettin, Lobez, Breslau und Posen | ⊙ Henriettenplatz |
|                                 | Telefonzelle                                  | Berlin-Wilmersdorf Bezirk Charlottenburg-Wilmersdorf    |                    | | ⊙ Fehrbelliner Platz |
| Bücherzelle vor Anne Frank-Haus | Telefonzelle                                  | Berlin-Wilmersdorf Bezirk Charlottenburg-Wilmersdorf    | 20. März 2015      | Bücherzelle vor Anna Frank-Haus | ⊙ Mecklenburgische Straße 15 |
|                                 | Telefonzelle, genannt EuropaboXX              | Berlin-Wilmersdorf Bezirk Charlottenburg-Wilmersdorf    | 20. März 2015      | Ende 2017 abgebaut | ⊙ Leon-Jessel-Platz |
|                                 | Telefonzelle, genannt Tape Art Bücherzelle    | Berlin-Wilmersdorf Bezirk Charlottenburg-Wilmersdorf    | 19. Nov. 2018      | aufgestellt vom "Miteinander im Kiez e. V." mit Unterstützung von mehreren Akteuren aus der Nachbarschaft, dem bezirklichen Umweltamt und dem Berliner Projektfonds Kulturelle Bildung | ⊙ Leon-Jessel-Platz |
|                                 | Telefonzelle, genannt Villa Libris            | Berlin-Wilmersdorf Bezirk Charlottenburg-Wilmersdorf    |                    | | ⊙ Rüdesheimer Platz |
|                                 | Verschenkbücher                               | Berlin-Friedrichshain Bezirk Friedrichshain-Kreuzberg   | 2015               | Berliner Büchertisch e. V. | ⊙ Wühlischstraße 40 |
|                                 | Verschenkregal                                | Berlin-Friedrichshain Bezirk Friedrichshain-Kreuzberg   | 2015               | Berliner Büchertisch Berliner Büchertisch e. V. in Kooperation mit Karuna Zukunft für Kinder und Jugendliche in Not e. V. | ⊙ Café Pavillon, Boxhagener Platz |
|                                 | Verschenkregal                                | Berlin-Friedrichshain Bezirk Friedrichshain-Kreuzberg   | 2011               | im Schenkladen "Systemfehler " des SolidarKoop e. V. | ⊙ Jessnerstraße 41 |
|                                 | Verschenkregal                                | Berlin-Friedrichshain Friedrichshain-Kreuzberg          | 2014               | im Sama32 | ⊙ Samariterstraße 32 |
|                                 | Verschenkregal                                | Berlin-Kreuzberg Bezirk Friedrichshain-Kreuzberg        | 2012               | Berliner Büchertisch e. V. | ⊙ Prinzessinnengärten, Prinzenstraße 35–38 |
|                                 | Verschenkregal                                | Berlin-Kreuzberg Bezirk Friedrichshain-Kreuzberg        |                    | | Mehringhof vor dem Aufgang zum Mehringhof-Theater, Schule für Erwachsenenbildung (Berlin), Forschungs- und Dokumentationszentrum Chile-Lateinamerika |
|                                 | Bücherschrank                                 | Berlin-Kreuzberg Bezirk Friedrichshain-Kreuzberg        | vor 8. Dez 2020    | Betreut durch Bürgergenossenschaft Südstern e. V. | ⊙ Am Südstern U-Bahnhof |
|                                 | Telefonzelle                                  | Berlin-Alt-Hohenschönhausen Bezirk Lichtenberg          | Juli 2017          | Förderverein Obersee & Orankesee e. V. | ⊙ Am Rosengarten (Obersee), Waldowstraße/Scharnweberstraße                                                                                           |
|                                 | Bücherschrank                                 | Berlin-Fennpfuhl Bezirk Lichtenberg                     | 6. Nov. 2020       | Gemeinschaftsprojekt Nachbarschaft und blu:boks gGmbH | ⊙ Paul-Zobel-Straße 9 |
|                                 | Telefonzelle                                  | Berlin-Friedrichsfelde Bezirk Lichtenberg               | 2019               | Gemeinschaftsprojekt der Adam Ries Schule und der Kita Schlaue Füchse vom Träger CityKids Berlin | ⊙ Gensinger Straße 60 |
|                                 | Bücherzelle                                   | Berlin-Karlshorst Bezirk Lichtenberg                    | 8. Mai 2010        | | ⊙ Ehrenfelsstraße 4 (vor dem Theater Karlshorst). |
|                                 | Bücherbox, genannt Büchertauschbar            | Berlin-Karlshorst Bezirk Lichtenberg                    |                    | | ⊙ Gundelfinger Str. 25 / Ecke Hönower Straße |
|                                 | Bücherbox                                     | Berlin-Rummelsburg Bezirk Lichtenberg                   | 24. Feb. 2021      | | ⊙ Tuchollaplatz |
|                                 | Telefonzelle, Bücherboxxl                     | Berlin-Biesdorf Bezirk Marzahn-Hellersdorf              |                    | | ⊙ Köpenicker Straße 184, beim Freizeithaus Balzerplatz in der Balzerstraße                                                                           |
|                                 | Telefonzelle, genannt Kaulsdorfer Bücherzelle | Berlin-Kaulsdorf Bezirk Marzahn-Hellersdorf             | 1. Juni 2015       | | ⊙ Wilhelmplatz |
|                                 | Bücherschrank                                 | Berlin-Mahlsdorf Bezirk Marzahn-Hellersdorf             |                    | | ⊙ Winklerstraße 60 |
|                                 | Telefonzelle, genannt Bücher-Tauschzelle      | Berlin-Marzahn Bezirk Marzahn-Hellersdorf               | Mai 2023           | | ⊙ Sella-Hasse-Straße 21 |
|                                 | Telefonzelle, Bücherbox                       | Berlin-Gesundbrunnen Bezirk Mitte                       | 14. Nov. 2020      | aufgestellt vom QM-geförderten Projekt GrüntalErLeben | ⊙ Grüntaler Straße 41 / Ecke Soldiner Straße |
|                                 | Bücherbaum                                    | Berlin-Gesundbrunnen Bezirk Mitte                       | Dez. 2010          | Bücherbaum des Seniorendomizils an der Panke | ⊙ Koloniestraße 23 |
|                                 | Telefonzelle, genannt BücherboXX              | Berlin-Gesundbrunnen Bezirk Mitte                       | 2012               | [ 22 ] | ⊙ Osloer Straße 12 (vor dem Labyrinth Kindermuseum Berlin in der Fabrik Osloer Straße)                                                               |
|                                 | Bücherzelle/Bücherbox im Brunnenviertel       | Berlin-Gesundbrunnen Bezirk Mitte                       | Feb. 2015          | gefördert durch den Aktionsfonds des Quartiersmanagements Berlin, unterstützt durch Degewo, im Sommer 2018 versetzt an den Ackerplatz | ⊙ Ackerplatz in der Ackerstraße 117 |
|                                 | Kinder-Bücherbox                              | Berlin-Mitte Bezirk Mitte                               |                    | | ⊙ Fischerinsel 7/8, vor dem Fröbel-Kindergarten Schatzinsel                                                                                          |
|                                 | Bücherzelle                                   | Berlin-Mitte Bezirk Mitte                               | 18. Mai 2016       | Projekt von Menschen mit Lernschwierigkeiten des Vereins „die reha“ und des Berliner Büchertisch e. V. | ⊙ Gertraudenstraße 11, vor der Schwimmhalle |
|                                 | Verschenkregal                                | Berlin-Mitte Bezirk Mitte                               | 2011               | Berliner Büchertisch e. V. in Kooperation mit den BookcrosserInnen | ⊙ Foyer des Hauptgebäudes der Humboldt-Universität, Unter den Linden 6                                                                               |
|                                 | Verschenkregal                                | Berlin-Mitte Bezirk Mitte                               | 2011               | Berliner Büchertisch e. V. in Kooperation mit den BookcrosserInnen | ⊙ Juristische Fakultät der Humboldt-Universität, Bebelplatz 1                                                                                        |
|                                 | Verschenkregal                                | Berlin-Mitte Bezirk Mitte                               | 2023               | | ⊙Foyer des Universitätsgebäudes am Hegelplatz der Humboldt-Universität, Dorotheenstraße 24                                                           |
|                                 | Telefonzelle, genannt Heinrich's Bücherbox    | Berlin-Mitte Bezirk Mitte                               | März 2022          | Aufgestellt von der Wohnungsbaugenossenschaft Berolina; nachts geschlossen | ⊙ Heinrich-Heine-Straße 58–62 |
|                                 | Bücherbänke                                   | Berlin-Moabit Bezirk Mitte                              | 2012               | Projekt der Agentur „Stadtmuster“, 18 Bücherbänke sind verteilt in Moabit aufgestellt | ⊙ Haupthaus am „Otto-Spielplatz“, Alt-Moabit 34 |
|                                 |                                               | Berlin-Moabit Bezirk Mitte                              |                    | | ⊙ vor dem Jugendhaus „B8“, Berlichingenstraße 8–11                                                                                                   |
|                                 |                                               | Berlin-Moabit Bezirk Mitte                              |                    | | ⊙ „Remise – Kleine Galerie in Moabit“, Beusselstraße 2                                                                                               |
|                                 |                                               | Berlin-Moabit Bezirk Mitte                              |                    | | ⊙ an der Gartenarbeitsschule Tiergarten/Schulgarten Moabit, Birkenstraße 35                                                                          |
|                                 |                                               | Berlin-Moabit Bezirk Mitte                              |                    | | ⊙ vor dem Restaurant „Probier Mahl“, Dortmunder Straße 9                                                                                             |
|                                 |                                               | Berlin-Moabit Bezirk Mitte                              |                    | | ⊙ Pädagogische Werkstatt, Emdener Straße 47 |
|                                 |                                               | Berlin-Moabit Bezirk Mitte                              |                    | | ⊙ „Freddy Leck sein Waschsalon“, Gotzkowskystraße 11                                                                                                 |
|                                 |                                               | Berlin-Moabit Bezirk Mitte                              |                    | | ⊙ am Kunst- und Kulturtreff Dodo-Haus, Huttenstraße 30                                                                                               |
|                                 |                                               | Berlin-Moabit Bezirk Mitte                              |                    | | Mädchen-Kulturtreff „Dünja“, Jagowstraße 12 |
|                                 |                                               | Berlin-Moabit Bezirk Mitte                              |                    | | „Coffee Break“, Jagowstraße 23 |
|                                 |                                               | Berlin-Moabit Bezirk Mitte                              |                    | | Nachbarschaftsladen „B-Laden“, Lehrter Straße 27–30                                                                                                  |
|                                 | Bücherbank                                    | Berlin-Moabit Bezirk Mitte                              |                    | | ⊙ Quartiersmanagement Moabit-West, Rostocker Straße 3                                                                                                |
|                                 | Bücherbank                                    | Berlin-Moabit Bezirk Mitte                              |                    | | Nachbarschaftshaus „Stadtschloss Moabit“, Rostocker Straße 32                                                                                        |
|                                 | Bücherbank                                    | Berlin-Moabit Bezirk Mitte                              |                    | | Verein „Psychosoziale Initiative Moabit“, Waldstraße 7                                                                                               |
|                                 |                                               | Berlin-Moabit Bezirk Mitte                              |                    | | Am SOS-Kinderdorf, Waldstraße 23/24 |
|                                 |                                               | Berlin-Moabit Bezirk Mitte                              |                    | | „Martha & Maria“, Waldstraße 32 |
|                                 |                                               | Berlin-Moabit Bezirk Mitte                              |                    | | Jugendtheaterwerkstatt „Grenzen-Los!“, Wiclefstraße 32                                                                                               |
|                                 | Telefonzelle, genannt BücherboXX              | Berlin-Wedding Bezirk Mitte                             | Juni 2013          | Bookcrossingzone | ⊙ am Centre Français de Berlin, Müllerstraße 74 |
|                                 | Telefonzelle                                  | Berlin-Neukölln Bezirk Neukölln                         | 28. Juni 2015      | Bookcrossingzone zugänglich Dienstag bis Freitag 12:00 bis 18:00 Uhr, Samstag 13:00 bis 18:00 Uhr, gefördert durch die „Bürgerstiftung Neukölln“ | ⊙ Spielplatz „Wilde Rübe“, Wildenbruchstraße 25 |
|                                 | Bücherschrank                                 | Berlin-Neukölln Bezirk Neukölln                         |                    | | ⊙ Tempelhofer Feld Gemeinschaftsgarten Allmende Kontor                                                                                               |
|                                 | Bücherschrank                                 | Bezirk-Neukölln                                         | 18. September 2023 | 24/7 öffentlich zugänglich auf dem Gelände des Wohnhauses von VITA e. V. direkt am Hoftor. | Alt-Britz 90–92, auf dem Gelände des Wohnhauses von VITA e. V.                                                                                       |
|                                 | Bücherschrank                                 | Berlin-Blankenburg Bezirk Pankow                        | 10. Mai 2020       | Bücherbox Blankenburg – aufgestellt am 24.05.2023 von der Initiativgruppe Blankenburger Bücherbox Durch einen Verkehrsunfall in der Nacht vom 24. auf den 25. Dezember 2024 ist die Blankenburger Bücherbox zerstört worden. Die Initiatoren haben erneut am 13. Januar 2025 eine provisorische Bücherbox aufgestellt. Durch einen Brandanschlag in der Nacht vom 29. auf den 30. Juli 2025 ist die Bücherbox vollständig zerstört worden.                        | ⊙ Dorfanger Blankenburg |
|                                 | Bücherschrank                                 | Berlin-Pankow Bezirk Pankow                             | Juni 2019          | Bücher sind aus wertvollem Naturmaterial. Dieser Schrank wurde von der Bürgerinitiative Grüner Kiez Pankow als Zeichen des Naturschutzes errichtet und umarmt einen der 80–111 Bäume, die im Rahmen eines von der Gesobau geplanten Bauvorhabens gefällt werden sollen. | ⊙ auf dem Hinterhof, der von den Straßen Ossietzkystraße, Am Schlosspark und Kavalierstraße eingeschlossen wird                                      |
|                                 | Bücherwald genannter Bücherbaum               | Berlin-Prenzlauer Berg Bezirk Pankow                    | Juni 2008          | interdisziplinäre Zusammenarbeit von Auszubildenden der an der Wertschöpfungskette Wald–Holz–Buch beteiligten Berufsgruppen | ⊙ Kollwitzstraße Ecke Sredzkistraße |
|                                 | Bücherkiste                                   | Berlin-Prenzlauer Berg Bezirk Pankow                    | Dez. 2018          | Polnische Bücher, gegründet von KUKURYKU! e. V. und OAK & ICE GmbH | ⊙ Schönhauser Allee 52 |
|                                 | Bücherfisch, interaktive Skulptur             | Berlin-Prenzlauer Berg Bezirk Pankow                    | 20. Juni 2018      | entworfen und gebaut von Kindern der Grundschule im Eliashof und aus der Unterkunft Straßburger Straße in Zusammenarbeit mit dem MACHmit! Museum, gefördert vom Jugendamt Pankow (2024 wegen Bauarbeiten am Nachbarhaus umzäunt - außer Betrieb) | ⊙ Senefelderstraße 6 |
|                                 | Telefonzelle                                  | Berlin-Weißensee Bezirk Pankow                          | Juni 2011          | BücherboXX III, Ausbildungsergebnis mit Auszubildenden der Marcel-Breuer-Schule. Zugänglich nur zu Schulöffnungszeiten. | ⊙ Schulhof der Marcel-Breuer-Schule, Gustav-Adolf-Straße 66                                                                                          |
|                                 | Verschenkregal                                | Berlin-Weißensee Bezirk Pankow                          | 2013               | Berliner Büchertisch e. V. in Kooperation mit reha e. V. | ⊙ Pistoriusstraße 16 |
|                                 | Verschenkregal                                | Berlin-Weißensee Bezirk Pankow                          |                    | im Umsonstladen im Kultur- und Bildungszentrum Raoul Wallenberg (KuBiZ) | ⊙ Bernkasteler Straße 78 |
|                                 | Telefonzelle                                  | Berlin-Reinickendorf Bezirk Reinickendorf               | Juli 2015          | gefördert durch das Quartiersmanagement Letteplatz, aufgestellt in Kooperation mit dem Architekten Yves Mikelsons und Schülern der OSZ Georg-Schlesinger und Hans Böckler, unterstützt durch das Grünflächenamt Reinickendorf Seit März 2025: geschlossen wegen Brandstiftung | ⊙ Letteplatz, Pankower Allee Ecke Kühleweinstraße |
|                                 | Telefonzelle                                  | Berlin-Reinickendorf Bezirk Reinickendorf               |                    | Mit Vorhängeschloss gesichert... Radix 11.09.2023 | ⊙ Eichborndamm 77–85, auf dem Parkplatz von Edeka rechts vom Eingang                                                                                 |
|                                 | Telefonzelle                                  | Berlin-Tegel Bezirk Reinickendorf                       |                    | vom meredo Medienkompetenzzentrum Reinickendorf | ⊙ Namslaustraße 45/47, vor dem meredo Medienkompetenzzentrum Reinickendorf                                                                           |
|                                 | Telefonzelle                                  | Berlin-Lübars Bezirk Reinickendorf                      |                    | | ⊙ Alt Lübars, unweit des Gasthofes Alter Dorfkrug |
|                                 | historische Telefonzelle („Fernsprecher“)     | Berlin-Lübars Bezirk Reinickendorf                      |                    | | ⊙ Alt Lübars, gegenüber dem Gasthof „Alter Dorfkrug“                                                                                                 |
|                                 | Telefonzelle                                  | Berlin-Spandau Bezirk Spandau                           | März 2013          | britische Telefonzelle, primär englischer Sprache gewidmet, geöffnet während der Rathaus-Öffnungszeiten | ⊙ Bürgeramt im Rathaus Spandau, Carl-Schurz-Straße 2/6 (Wartebereich)                                                                                |
|                                 | Bücherregal                                   | Berlin-Spandau Bezirk Spandau                           |                    | hinter den Kassen des Edeka-Reichelt-Supermarkts, während der Öffnungszeiten des Supermarktes | ⊙ Falkenseer Chaussee 239 |
|                                 | Telefonzelle, genannt SpandauboXX             | Berlin-Wilhelmstadt Bezirk Spandau                      | Dez. 2012          | Bookcrossingzone | ⊙ Földerichplatz, Ecke Adam- und Földerichstraße |
|                                 | Telefonzelle, genannt MarkusboXX              | Berlin-Steglitz Bezirk Steglitz-Zehlendorf              | 14. Feb. 2014      | Bookcrossingzone | ⊙ Markusplatz, Karl-Stieler-Str. / Heinrich-Seidel-Str.                                                                                              |
|                                 | Bücherregal                                   | Berlin-Steglitz Bezirk Steglitz-Zehlendorf              | 2019               | | ⊙ Sirplus-Rettermarkt Schloßstraße 94 |
|                                 | Bücherbox, genannt Leseglück Lankwitz         | Berlin-Lankwitz Bezirk Steglitz-Zehlendorf              |                    | Bookcrossingzone | ⊙ Blankenhainer Straße 4 |
|                                 | Bücherbox                                     | Berlin-Lankwitz Bezirk Steglitz-Zehlendorf              |                    | Bookcrossingzone | ⊙ Wernshauser Str. 16 |
|                                 | Telefonzelle, genannt BücherboXX MGH Phoenix  | Berlin-Zehlendorf Bezirk Steglitz-Zehlendorf            | September 2012     | Bookcrossingzone, BücherboXX IV, Ergebnis der Ausbildungskooperative | ⊙ vor dem Mittelhof Mehrgenerationenhaus Phoenix, Teltower Damm 228                                                                                  |
|                                 | Telefonzelle                                  | Berlin-Lichtenrade Bezirk Tempelhof-Schöneberg          | 2021               | | ⊙ Bahnhofstraße 28 (bereits weg) |
|                                 | Bücherbox                                     | Berlin-Marienfelde Bezirk Tempelhof-Schöneberg          | 2020               | | ⊙ Tilkeroder Weg 28 |
|                                 | Bücherschrank                                 | Berlin-Marienfelde Bezirk Tempelhof-Schöneberg          | 2022               | Öffnungszeiten (Winter): Mo–So 9–19 Uhr | ⊙ Waldsassener Straße 42A / Ecke Tirschenreuther Ring                                                                                                |
|                                 | Bücherschrank, genannt Buchstabenhotel        | Berlin-Schöneberg Bezirk Tempelhof-Schöneberg           | 2018               | Öffnungszeiten: Mo bis Fr 7 bis 21 Uhr Sa + So 9:30 bis 17 Uhr | ⊙ Bessemerstrasse 2–14 |
|                                 | Bücherbox                                     | Berlin-Tempelhof Bezirk Tempelhof-Schöneberg            |                    | | ⊙ Tempelhofer Damm 163A, KGA Kolonie Feldblume, vor Parzelle 61                                                                                      |
|                                 | Bücherschrank                                 | Berlin-Köpenick Bezirk Treptow-Köpenick                 | 2012               | | ⊙ Mahlsdorfer Straße 52 |
|                                 | Bücherschrank                                 | Berlin-Köpenick Bezirk Treptow-Köpenick                 | 2012               | | ⊙ Wendenschloßstraße 425 / Müggelbergallee |
|                                 | Telefonzelle                                  | Berlin-Köpenick Bezirk Treptow-Köpenick                 | 2017               | Mieterbeirat der Degewo; Verein Offensiv 91 | ⊙ Pablo-Neruda-Straße 12–13 |
|                                 | Bücherschrank                                 | Berlin-Müggelheim Bezirk Treptow-Köpenick               | 2012               | | ⊙ vor dem Edeka-Markt, Alt-Müggelheim 1 |
|                                 | Schrank in Buchform                           | Berlin-Rahnsdorf Bezirk Treptow-Köpenick                | 2012               | | ⊙ Fürstenwalder Allee 34 |

## Abgebaute Bücherschränke
| Bild | Ausführung                      | Ortsteil / Bezirk                                       | Seit         | abgebaut (festgestellt am)                                            | Anmerkung | Lage                                   |
| ---- | ------------------------------- | ------------------------------------------------------- | ------------ | --------------------------------------------------------------------- | --- | -------------------------------------- |
|      | Bücherkiste                     | Berlin-Moabit Bezirk Mitte                              |              | Juni 2025                                                             | ⊙ vor dem Café/Bäcker „Birkenwunder“, Birkenstraße 32                                                                                    |                                        |
|      | Bücherschrank                   | Berlin-Reinickendorf Bezirk Reinickendorf               |              | September 2023                                                        | Nach Sturmschaden entfernt worden. | ⊙ Rickenweg/Ecke Mümmelmannweg         |
|      | Bücherschrank                   | Berlin-Wedding Bezirk Mitte                             |              | Oktober 2021                                                          | bis zum Umzug des „Himmelbeet - Gemeinschaftsgarten“                                                                                     | Ruheplatzstraße 12                     |
|      | BücherboXX                      | Berlin-Weißensee Bezirk Pankow                          | Oktober 2020 | Gesobau und Institut für Nachhaltigkeit in Bildung, Arbeit und Kultur | im Kontext des Umbau des Nachbarschaftsplatz entfernt                                                                                    | ⊙ Hansastraße 88                       |
|      | Open Air Freebox                | Berlin-Kreuzberg Bezirk Friedrichshain-Kreuzberg        |              | vor dem Lokallabor Dudenschänke                                       | festgestellt 10. Apr. 2023 | ⊙ Dudenstraße 76 / Ecke Eylauer Straße |
|      | Telefonzelle                    | Berlin-Friedenau Bezirk Tempelhof-Schöneberg            |              |                                                                       | festgestellt 10. Apr. 2023 | ⊙ Handjerystraße 99                    |
|      | Schrank in Buchform             | Berlin-Friedrichshagen Bezirk Treptow-Köpenick          | 2012         | 2024                                                                  | nach mehreren Bränden nicht mehr aufgebaut                                                                                               | ⊙ Josef-Nawrocki-Straße 3              |
|      | Telefonzelle, genannt StuttiBox | Berlin-Charlottenburg Bezirk Charlottenburg-Wilmersdorf | Juni 2019    | April 2022                                                            | Entstand auf Initiative einer Gruppe innerhalb von nebenan.de, wurde im April 2022 verwüstet, die Scheiben eingeschlagen und angezündet. | ⊙ Stuttgarter Platz                    |
|      | Schrank in Buchform             | Berlin-Rahnsdorf Bezirk Treptow-Köpenick                |              |                                                                       | ⊙ Haus Lebenskreis, Fürstenwalder Allee 252; der schlecht gepflegte Schrank auf Privatgrundstück wurde im Frühjahr 2025 abgebaut         |                                        |